# Орлов, Владимир Сергеевич
Владимир Сергеевич Орлов — советский военный деятель, генерал-лейтенант, доктор военных наук.

## Биография
Родился в 1922 году в Данкове. Член КПСС.
Окончил Московское военно-политическое училище, ВПА им. В. И. Ленина.
Участник Великой Отечественной войны: политрук роты, помощник начальника политотдела дивизии по комсомольской работе, участник встречи на Эльбе
Представлялся к званию Героя Советского Союза:

Лично гв. капитан ОРЛОВ был участником всех боев, которые вела дивизия, и во всех этих боях он показал образцы исключительного геройства, подвиги которого увлекали всех бойцов и офицеров.
При форсировании р. Днестр и захвате плацдарма на правом его берегу решающая роль в дивизии принадлажит комсомольской ударной группе, организованной по инициативе т. ОРЛОВА и руководимой им в период боев.
Гв. капитан ОРЛОВ с группой комсомольцев в 20 человек, выполняя боевой приказ, под огнем противника первым форсировал Днестр и вступил
в бой на правом его берегу.
Пять контратак во много превосходящих сил противника, поддержанных массированным огнем артиллерии, следовали одна за другой.
Решительными действиями, полными перенапряжением своих сил, доходящим до рукопашных схваток, храбрецы отбросили немцев, нанеся им большие потери.
Геройское действие храбрецов под командованием т. ОРЛОВА дало возможность переправиться пехоте на правый берег и занять плацдарм.
При контратаке превосходящих сил противника в районе села Старые Липканы части дивизии, будучи прижаты к реке Днестр, оказались в тяжелых условиях. Гв. капитан ОРЛОВ в эту трудную минуту поднял бойцов в атаку и вступил в рукопашный бой с немцами. Тов. ОРЛОВ лично из автомата убил до 15 немцев.
Будучи раненым вражеской гранатой, не ушел с поля боя. Враг потерял до 150 человек убитыми, и положение было восстановлено.

В 1960—1970 годах — начальник политотдела 35-й ракетной дивизии, ракетного корпуса.
В 1970—1973 годах — член Военного Совета 33-й ракетной армии.

Политработник опытный, талантливый. Его интересовали не бумаги, а практическая сторона дела: влияние общественных организаций на боеготовность воинских частей, примерность коммунистов и комсомольцев в решении задач боевого дежурства, содержания ракетного вооружения и техники, воинской дисциплины, моральное состояние ракетчиков.
Эти проблемы регулярно выносились на сборы комсомольских работников армии, дивизии.
Владимир Сергеевич Орлов был авторитетным, уважаемым и влиятельным политическим руководителем..

Делегат XXIV съезда КПСС.
В 1973—1986 годах — заместитель начальника академии имени Ф. Э. Дзержинского по политической части.
В 1986—1992 годах — преподаватель, профессор академии имени Ф. Э. Дзержинского.
Умер в 1992 году в Москве.

## Награды
- Орден Красного Знамени
- Орден Отечественной войны I степени (трижды)
- Орден Отечественной войны II степени
- Орден Трудового Красного Знамени (трижды)
- Орден Красной Звезды (трижды)